# Lodewijk Prins
Lodewijk Prins (Ámsterdam, 27 de enero de 1913-ibídem, 11 de noviembre de 1999) fue un jugador y árbitro de ajedrez neerlandés. Obtuvo el título de Maestro Internacional en 1950, y el de Árbitro Internacional en 1960. En 1982 la Federación Internacional de Ajedrez (FIDE) le nombró Gran Maestro honorario.

## Trayectoria y resultados destacados en competición
Al comienzo de la Segunda Guerra Mundial (1939-1940), participó en torneos en los Países Bajos. En 1940, conjuntamente con Salo Landau y Nicolaas Cortlever ganó en Leeuwarden, fue segundo, detrás de Max Euwe, en Ámsterdam (VVGA), y empató para los puestos tercero y cuarto en Ámsterdam (VAS), donde el ganador fue Hans Kmoch. Tras la invasión nazi de los Países Bajos en mayo de 1940, su nombre ya no aparece en ningún torneo celebrado en el país ocupado, debido a su origen judío. Después de la guerra ganó el torneo de Gijón en 1947, torneo Hoogovens Beverwijk en 1948 y también el de Madrid de 1951 con 12½ de 17, por delante de Herman Steiner, Herman Pilnik y Ossip Bernstein. En 1952 participó en el Torneo Interzonal de Saltsjöbaden, donde ocupó el último puesto (el ganador fue Alexander Kótov). Fue campeón de los Países Bajos en 1965. Representó a su país en una docena de ocasiones en las Olimpiadas de ajedrez entre 1937 y 1968. Ganó dos medallas de plata individuales (1939, 1950) y una de bronce (1968).
Prins también escribió junto con Max Euwe diversos libros de ajedrez, incluyendo una biografía de Capablanca (1949) Het Schaakphenomeen Capablanca, y diversos libros de partidas.